# Ksar Ouled Soltane
Ksar Ouled Soltane (arabiska: قصر أولاد سلطان) är en ksar (befäst by) som är belägen cirka 20 kilometer söder om staden Tataouine i guvernementet med samma namn i södra Tunisien.
Ksar Ouled Soltane byggdes ursprungligen på 1400-talet av berberna och i likhet med andra ksarer byggdes den på toppen av en kulle för att vara lätt att försvara mot räder. Den består av två gårdsplaner omgivna av hundratals spannmålsmagasin (kallade ghorfas) vilka användes av nomadiska stammar för att lagra spannmål och oliver. Byggnaderna är upp till fyra våningar höga och byggda av lera och tegel. Under 1800-talet utökades antalet ghorfas till cirka 400 stycken.
Ksar Ouled Soltane renoverades 1997 med cement istället för ursprungsmaterielen. Ksaren användes vid inspelningen av Star Wars: Episod I – Det mörka hotet från 1999 för att porträttera slavkvarteren i Mos Espa på planeten Tatooine.

## Galleri

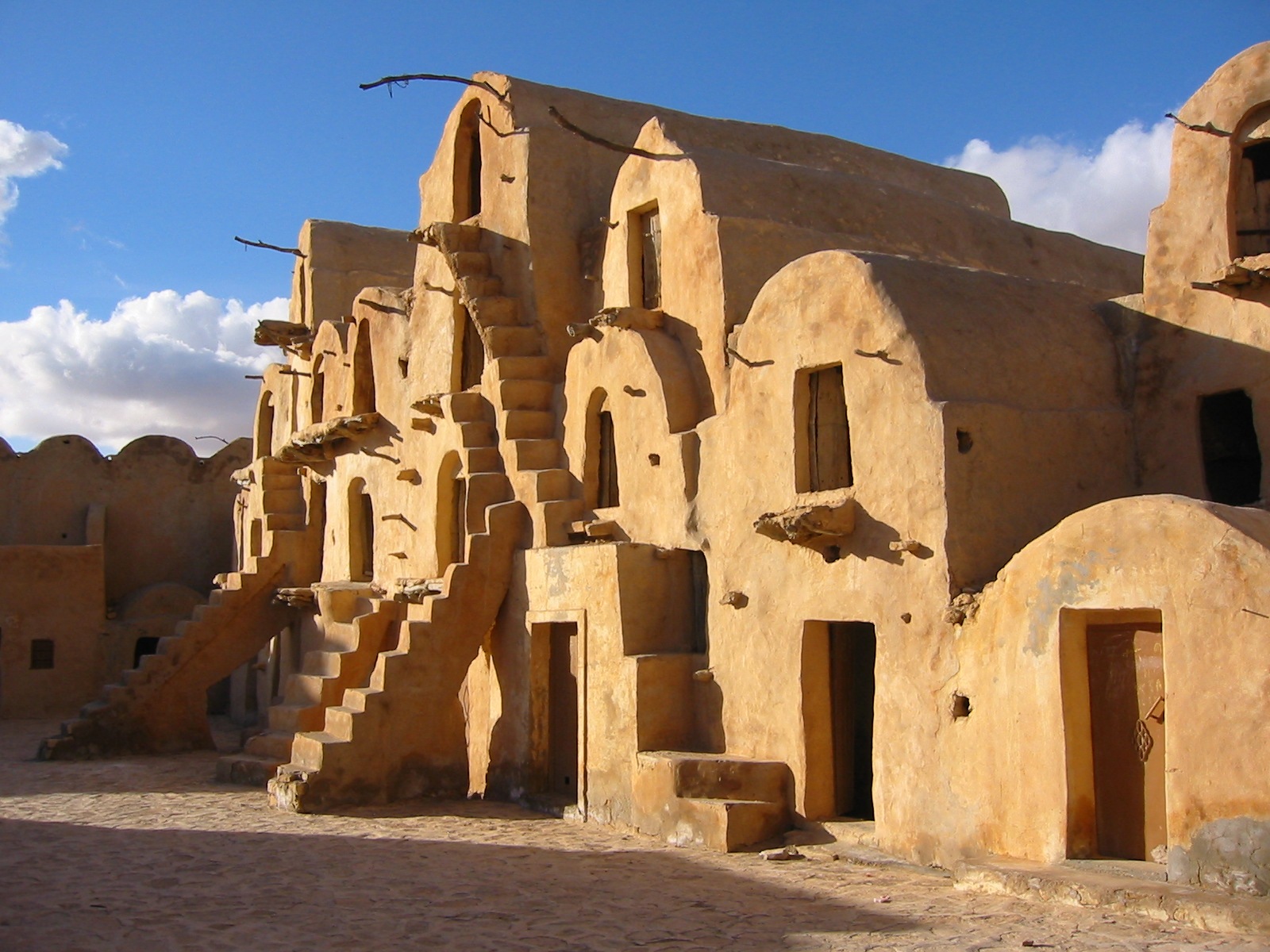
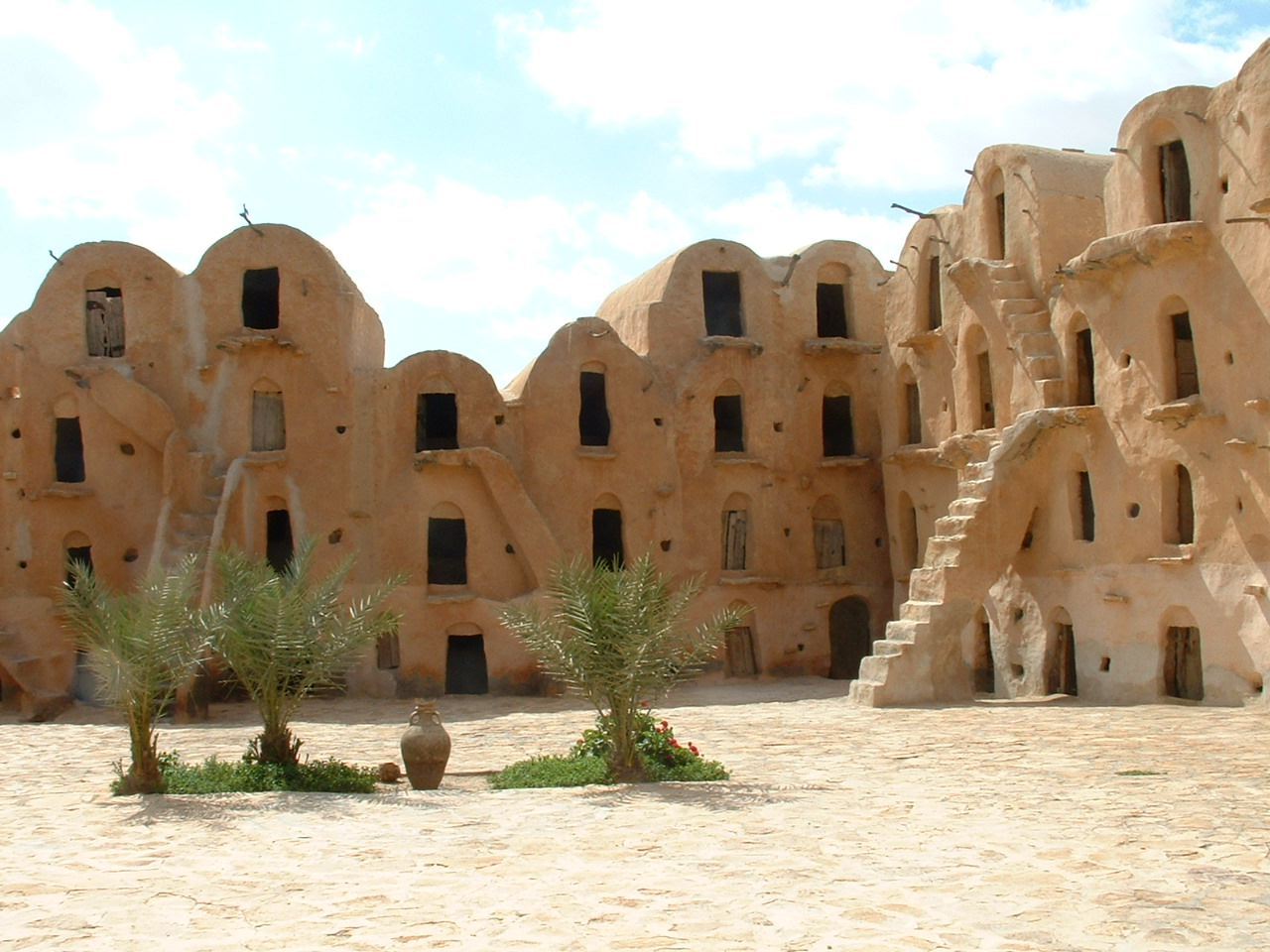
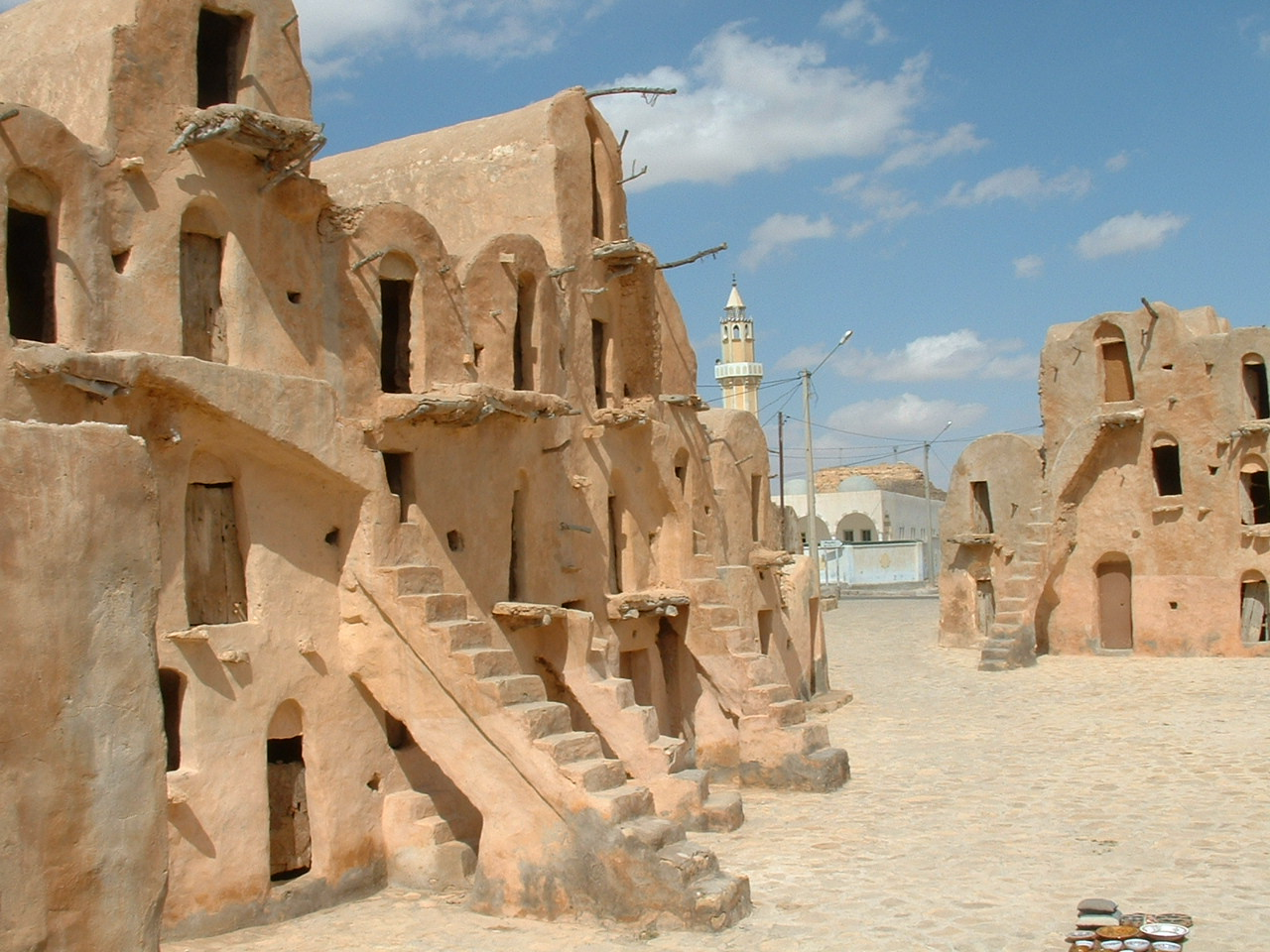